# 니시나가쿠라촌
니시나가쿠라촌(일본어: 西長倉村)은 일본 나가노현 기타사쿠군에 설치되었던 촌이다. 현재의 가루이자와정 서부에 해당한다.